# Liste der Monuments historiques in Margueron
Die Liste der Monuments historiques in Margueron führt die Monuments historiques in der französischen Gemeinde Margueron auf.

## Liste der Bauwerke
| Bezeichnung      | Beschreibung              | Standort | Kennzeichnung | Schutzstatus | Datum | Bild           |
| ---------------- | ------------------------- | -------- | ------------- | ------------ | ----- | -------------- |
| Kirche St-Martin | Erbaut im 16. Jahrhundert | (Lage)   | PA00083618    | Inscrit      | 1925  | weitere Bilder |

## Liste der Objekte
| Bezeichnung     | Beschreibung              | Standort                       | Kennzeichnung | Schutzstatus | Datum | Bild |
| --------------- | ------------------------- | ------------------------------ | ------------- | ------------ | ----- | ---- |
| Zwei Tabernakel | Holz (?), 17. Jahrhundert | in der Kirche St-Martin (Lage) | PM33001433    | Inscrit      | 1981  |      |